# ゴンサロ・ソロンド
ゴンサロ・ソロンド・アマロ（Gonzalo Sorondo Amaro, 1979年10月9日 - ）はウルグアイ・モンテビデオ出身の元同国代表サッカー選手。ポジションはディフェンダー。
統率力に優れたディフェンスリーダータイプの選手で、身長を生かした空中での競り合いの強さが魅力。インテルに所属した時期もあるが、大きなミスを犯したこともあり、チームでの信頼度も低く、レンタルでベルギーやイングランドのクラブを渡り歩いた。

## 経歴
2000年にウルグアイ代表デビュー。コパ・アメリカ2001では5試合に出場、4位となった。翌年の2002 FIFAワールドカップではグループステージ全3試合に出場した。2005年までに27試合に出場した。

## 代表歴

### 出場大会
- ウルグアイ代表
  - 2002 FIFAワールドカップ

### 試合数
- 国際Aマッチ 27試合 0得点（2000年-2005年）[1]

| ウルグアイ代表 | 国際Aマッチ | 国際Aマッチ |
| 年             | 出場        | 得点        |
| -------------- | ----------- | ----------- |
| 2000           | 3           | 0           |
| 2001           | 11          | 0           |
| 2002           | 7           | 0           |
| 2003           | 3           | 0           |
| 2004           | 2           | 0           |
| 2005           | 1           | 0           |
| 通算           | 27          | 0           |